# Hafida Bachir
Hafida Bachir (Tánger, 13 de agosto de 1961) una activista feminista belga nacida en Marruecos. Es la actual secretaria política de Vie Féminine, un movimiento feminista belga francófono en educación permanente que tiene como objetivo promover la autonomía de las mujeres y más particularmente la emancipación individual y colectiva de las mujeres de origen popular.

## Trayectoria
Nacida en Marruecos, llegó  a Bruselas con sus padres en 1969 a los 8 años.
En 1988, se unió como animadora en Vie Féminine Bruxelles. En 1991, se convirtió en gerente regional de Vie Féminine Bruxelles  . Entre 2006-2019, fue elegida presidenta nacional de Vie Féminine y comienza su trabajo con grupos de mujeres de origen inmigrante  . 
En 2019, firmó el manifiesto "490 Hors la Loi", una iniciativa lanzada por la escritora Leila Slimani que se hace eco del juicio de Hajar Raissouni por aborto ilegal y libertinaje con referencia al artículo 490 del Código Penal marroquí.
En 2019, Hafida Bachir contribuye a la revista Politique, una revista belga de análisis y debate al publicar dos artículos.   : "Mujeres indocumentadas   : la regularización se convierte en una emergencia! "Y" El diálogo entre mujeres jóvenes y movimientos feministas   : inventando otras posibilidades ”,

## Premios
En 2014, Hafida Bachir recibió el título de Comandante de la Orden de la Corona.
En 2019, durante la 3 edición de los trofeos marroquíes mundiales, Hafida Bachir fue distinguida en la categoría de "Sociedad Civil", recibiendo el consenso del jurado.